# Van A naar Beter

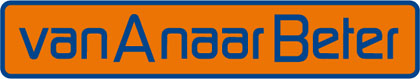
Logo van A naar Beter

Van A naar Beter is een Nederlands overheidsinitiatief uit 2003 om het publiek voor te lichten over verkeer- en vervoerprojecten in Nederland die moeten leiden tot een betere bereikbaarheid en veiligheid. Het is een initiatief van het Ministerie van Verkeer en Waterstaat.
De website VanAnaarBeter.nl is opgezet om de burger slim op weg te helpen met een scala aan keuzen om de mobiliteit te plannen. Nieuws, links, een infotheek, en een e-mail nieuwsbrief houden de bezoekers op de hoogte van nieuwe ontwikkelingen, onderzoeken en projecten.
Jaarlijks wordt een VanAnaarBeter-Prijs uitgereikt voor het beste uitvoerbare idee van bedrijven, kennisinstellingen en burgers om de files te verminderen.